# Nočne ptice
Nočne ptice (v izvirniku angleško Nocturnal Animals) je ameriški neo-noir psihološki triler iz leta 2016, ki ga je kot svoj drugi celovečerni film napisal, produciral in režiral Tom Ford. Temelji na romanu Tony and Susan Austina Wrighta iz leta 1993 in sledi zgodbi lastnice umetniške galerije, ki prebira nov roman bivšega moža, ko začenja dojemati podobnosti med njim in njunim nekdanjim zakonom. V glavnih vlogah igrajo Amy Adams, Jake Gyllenhaal, Michael Shannon, Aaron Taylor-Johnson, Isla Fisher, Armie Hammer, Laura Linney, Andrea Riseborough in Michael Sheen.
Film je bil premierno prikazan na 73. beneškem mednarodnem filmskem festivalu 2. septembra 2016, v slovenske kinematografe pa je prišel 17. novembra 2016. Prejel je pozitivne ocene, s pohvalami igralski zasedbi in fordovi režiji, po vsem svetu pa je zaslužil več kot 32 milijonov dolarjev.
Izbran je bil za tekmovanje za zlatega leva na 73. beneškem mednarodnem filmskem festivalu, kjer je prejel veliko nagrado žirije. Shannon si je prislužil nominacijo za najboljšo moško stransko vlogo na 89. podelitvi oskarjev. Prejel je tudi devet nominacij za nagrado BAFTA in zlati globus za najboljšo stransko vlogo (Aaron Taylor-Johnson) ter nominaciji za najboljšo režijo in najboljši scenarij.

## Vsebina
Resnični svet
Nesrečno poročena lastnica galerije Susan Morrow od svojega bivšega moža Edwarda Sheffielda prejme rokopis njegovega novega romana Nočne ptice, ki ji ga je posvetil.
Roman
Roman pripoveduje zgodbo o družinskem človeku Tonyju Hastingsu, njegovi ženi Lauri in hčerki Indiji. Med nočnim potovanjem po avtocesti v puščavnatem zahodnem Teksasu družina naleti na tri lokalne razgrajače  – Raya Marcusa, Louja in Turka, ki Tonyjev družinski avto s svojim zrinejo s ceste. Tony lahko le nemočno opazuje, ko Ray in Turk ugrabita njegovo ženo Lauro in njuno hčerko Indijo. Prisiljen je voziti z Loujem do konca puščavske ceste, kjer ga Lou vrže iz vozila. Nekaj časa kasneje se ponj vrneta Ray in Lou, a se jima Tony uspe izogniti in pri bližnji kmetiji pokliče policijo.
Primeru je dodeljen detektiv Roberto »Bobby« Andes, ki skupaj s Tonyjem odkrije trupli Laure in Indije blizu zapuščene kolibe, kjer so ju posilili in umorili. Tony je preplavljen s krivdo. Leto kasneje ga Andes kontaktira in prosi, naj identificira Louja, ki je bil ujet v ponesrečenem ropu in obtožen kot sokrivec pri umorih Laure in Indije.
Turk je bil v istem ropu smrtno ranjen, kar pomeni, da mora biti pred pravico pripeljan le še zadnji krivec Ray. Andes aretira Raya, vendar ga je prisiljen izpustiti, saj imajo le posredne dokaze o njegovi vpletenosti. Na robu upokojitve in po diagnozi terminalnega pljučnega raka se Andes odloči, da bo vzel stvari v svoje roke. Čeprav se Tony sprva popolnoma ne zaveda Andesovega načrta, se z njim strinja. Skupaj ugrabita Raya in Louja. Andes ustreli Louja, ko poskuša pobegniti, vendar Ray pobegne.
Tony izsledi Raya do kolibe, kjer sta bili ubiti Laura in Indija. Ray prizna, da je posilil in umoril Tonyjevo ženo in hčerko ter ga označi za šibkega. Tony ga smrtno ustreli, vendar je zaslepljen, ko ga Ray udari po glavi s požarno grabljico. Tony se zunaj spotakne, se po padcu na pištolo ustreli v trebuh in umre.
Resnični svet
Pretresena nad temno vsebino in surovimi čustvi romana se Susan spominja srečanja z Edwardom na kolidžu in njunega cvetočega odnosa, ki mu je Susanina dominantna mati Anne Sutton nasprotovala, češ da Edward ni vreden Susanine naklonjenosti in da zaradi svojega romantičnega pogleda na svet nima zagona, da bi dosegel svoje cilje; Susan je ignorirala materine ugovore in se na koncu poročila z Edwardom.
Potem ko odkrije nadaljnje dokaze o zunajzakonski zvezi njenega trenutnega moža Huttona, Susan nadaljuje z branjem rokopisa in se začenja spominjati svoje težavne poroke z Edwardom, ki je bila napeta zaradi njenega razočaranja nad njegovo novonastalo kariero in odklonilnega odnosa do njegovih literarnih teženj. Edward jo je še vedno ljubil in poskušal popraviti njun odnos, vendar je Susan že bila v odnosu s Huttonom in se od Edwarda ločila. Odločila se je, da bo splavila edwardovega otroka in se poročila s Huttonom, nakar je Edward z njo prekinil vse stike.
Susan verjame, da roman opisuje Edwardovo bolečino med ločitvijo, a verjame, da ji Edward hoče hkrati dokazati, da je sposoben napisati uspešen roman. Dogovorita se za srečanje v restavraciji, vendar se po dolgem čakanju zave, da Edwarda ne bo nikoli več videla.

## Igralska zasedba

### Resnični svet
- Amy Adams kot Susan Morrow, bogata lastnica umetniške galerije v Los Angelesu[15]
- Jake Gyllenhaal kot Edward Sheffield, Susanin bivši mož in romanopisec[15]
- Armie Hammer kot Hutton Morrow, Susanin drugi mož[16]
- Laura Linney kot Anne Sutton, Susanina odtujena mati
- Andrea Riseborough kot Alessia Holt, Carlosova žena
- Michael Sheen kot Carlos Holt, Alessijin homoseksualni mož
- Bobbi Menuez (v zaslugah napisana India Menuez) kot Samantha Morrow, Susanina hčerka
- Zawe Ashton kot Alex, receptor
- Jena Malone kot Sage Ross, Susanina mlada sodelavka
- Neil Jackson kot Christopher, Susanin spremljevalec
- Kristin Bauer van Straten kot Samantha Van Helsing

### Roman
- Jake Gyllenhaal kot Tony Hastings, avtomobilist na počitnicah s svojo družino, ki ga tolpa Raya Marcusa izsili s ceste[15]
- Michael Shannon kot detektiv Bobby Andes, predan detektiv za lokalno policijsko upravo[17]
- Aaron Taylor-Johnson kot Ray Marcus, sadistični vodja tolpe[17]
- Isla Fisher kot Laura Hastings, Tonyjeva žena, ki jo je ugrabila tolpa Raya Marcusa[18]
- Ellie Bamber kot India Hastings, Tonyjeva hčerka, ki je prav tako ugrabljena skupaj s svojo materjo[19]
- Karl Glusman kot Lou Bates, član tolpe[20]
- Robert Aramayo kot Steve »Turk« Adams, član tolpe[21]
- Graham Beckel kot poročnik Graves

## Produkcija

### Snovanje in izbor igralcev
24. marca 2015 je bilo objavljeno, da bosta partnerja Smokehouse Pictures George Clooney in Grant Heslov producirala triler Nočne ptice, ki temelji na romanu Austina Wrighta iz leta 1993 z naslovom Tony and Susan. Film naj bi režiral Tom Ford na podlagi lastnega scenarija. Ford je dejal, da ga je koncept pripovedovanja zgodbe romana pritegnil in pojasnil: »Film je zelo drugačen od knjige, na kateri temelji, vendar so osrednje teme enake. Ko sem bral knjigo, me je kot pisatelja in filmskega ustvarjalca pritegnila ideja komuniciranja z nekom skozi leposlovje. Skozi pisno leposlovje. In s tem možnost sporočanja nečesa, česar prej avtor dela ni mogel dovolj jasno sporočiti. Ta koncept mi je bil zelo všeč.«
Jake Gyllenhaal naj bi igral v dvojnih glavnih vlogah, Amy Adams je bila v pogovorih za glavno žensko vlogo, viri pa so potrdili, da bi Joaquin Phoenix in Aaron Taylor-Johnson lahko zaigrala v drugih vlogah. Focus Features je pridobil ameriške distribucijske pravice za film 17. maja 2015, medtem ko je Universal Pictures skrbel za mednarodno distribucijo. Focusov posel je bil sklenjen z 20 milijoni dolarjev, kar je največji posel filmskega festivala v Cannesu leta 2015 in eden največjih sredi 2010-ih. 6. avgusta 2015 je bilo potrjeno, da bo Taylor-Johnson igral skrivnostnega lika, ki ogroža Gyllenhaalovo družino, v igralsko zasedbo pa je bil dodan tudi Michael Shannon, ki igra detektiva, ki preiskuje nasilni incident. 28. avgusta 2015 se je igralski zasedbi filma pridružil tudi Armie Hammer, ki igra Huttona Morrowa, moža lika Adamsonove. 9. septembra 2015 se je filmu pridružila Isla Fisher, da bi igrala Lauro Hastings, Tonyjevo ženo. 18. septembra 2015 je bila Ellie Bamber izbrana za igranje Tonyjeve hčerke. 30. septembra 2015 je bil v zasedbo dodan Robert Aramayo. 5. oktobra 2015 je Karl Glusman podpisal pogodbo za vlogo v filmu. 8. oktobra 2015 je bil k zasedbi dodan tudi Peter Nyong'o.

### Snemanje
Glavna fotografija filma se je začela 5. oktobra 2015 v Los Angelesu. Zadnji prizor v japonski restavraciji je bil posnet v glavni stavbi zgodovinskega okrožja Yamashiro. Snemanje se je zaključilo 5. decembra 2015.

## Izid
Nočne ptice so doživele svetovno premiero na 73. beneškem mednarodnem filmskem festivalu 2. septembra 2016. Film je bil prikazan tudi na mednarodnem filmskem festivalu v Torontu 9. septembra 2016 in na londonskem filmskem festivalu BFI 14. oktobra 2016.
Film je v ZDA izšel 18. novembra 2016, v Sloveniji pa 17. novembra 2016.

## Sprejem

### Blagajna
Nočne ptice so v ZDA in Kanadi zaslužile 10,7 milijona USD, v drugih državah pa 21,7 milijona USD, za skupni dohodek 32,4 milijona USD po vsem svetu.
Film je izšel 9. decembra 2016 v Severni Ameriki. Analitiki so predvideli, da bo v prvih dneh zaslužil 3 do 5 milijonov USD. Na koncu je zaslužil 3,2 milijona USD in končal na 7. mestu po prihodku.

### Ocene kritikov
Na spletni strani Rotten Tomatoes, ki zbira in povpreči ocene, ima ob 302 recenzijah 74-odstotni delež pozitivnih ocen s povprečjem 7 od 10. Konsenz na spletni strani se glasi: »Dobro zaigrane in na pogled lepe, Nočne ptice še dodatno poudarjajo značilno vizualno in pripovedno spretnost pisatelja in režiserja Toma Forda.« Na Metacriticu ima film uteženo povprečno oceno 67 od 100, na osnovi 45 recenzij, kar nakazuje na »pretežno pozitivne recenzije«.
Owen Gleiberman iz Variety je film pohvalil, pri čemer je izjavil: »Prvi film Toma Forda, od Samskega moškega je še en zmagovalec«, in pohvalil nastope Gyllenhaala, Adamsove, Shannona in Taylor-Johnsona. Pete Hammond iz Deadline Hollywood je pohvalil nastope Adamsove, Gyllenhaala, Shannon in Taylor-Johnsona, pa tudi Fordov scenarij in režijo. Geoffrey Macnab iz The Independent je filmu podelil pet zvezdic, pohvalil nastope in režijo ter izjavil: »Nočne ptice so izjemno spretne v tem, kako združuje romantiko in žalost. To je film, ki bi lahko zlahka zdrsnil v izjemno pretencioznost, vendar nikoli ne zavije v napačno smer.«
Leonard Maltin je o filmu pisal zelo pozitivno: »Nekoč je bilo normalno pripovedovati zgodbo od začetka do konca; dandanes pa je žongliranje s časovnico filma že skoraj klišejsko. Toda v svojem drugem filmu Tom Ford ni le obvladal zapletene zgodbe, ampak je vzpostavil dve ločeni, popolnoma oprijemljivi okolji. Še več, ohranja dosleden ton za oba vidika te zapeljive zgodbe. Ta film predstavlja drzen in riskanten sprehod človeka, ki se je več kot izkazal kot filmski ustvarjalec. Ne gre le za dovršno delo, ampak za film, ki popolnoma obdaja svoje občinstvo. To je velik dosežek.« Maltin je tudi izpostavil Michaela Shannona, ki je po njegovem mnjenu opravil »še eno odlično predstavo«.
Peter Travers, ki je pisal za revijo Rolling Stone, je film ocenil z 31⁄2 zvezdice od 4 in izjavil: »Tom Ford se izkaže z osupljivim filmom noir, ki odmeva v duhovitem, poetičnem terorju. Ne premišljujte preveč o tem, kaj je Ford tako pretkano izdelal. Predajte se mu. Pohvale direktroju fotografije Seamusu McGarveyju, skladatelju Abelu Korzeniowskemu in še posebej uredniku Joanu Sobelu, ki so Fordu pomagali stkati več zgodb v eno temačno smešno, vizualno bleščeče delo.« Travers je izpostavil tudi nastope igralske zasedbe: »Igralci ne bi mogli biti boljši. Gyllenhaal se v dveh vlogah potopi globoko v vodnjake opazne moške šibkosti. In Adamsova popelje Susan od rosne študentke do utrjene ledene kraljice, ne da bi vmes zamudila kakšen postanek ali nianso. Spektakularna je.«
Victoria Coren Mitchell iz The Guardian je nasprotovala priljubljenemu kritičnemu mnenju, rekoč: »Zakaj vsi ti vzliki in nagrade za kos ginofobne pornografije smrti?«